# Округи Словаччини
Окрес (словац. okres) — адміністративна одиниця Словаччини 2-го рівня. Усього їх 79. Округи діляться на 2981 громаду (міські, сільські).

## Таблиця
У наступній таблиці наведено статистичні дані округів Словаччини: назву словацькою мовою, населення, площу, адміністративну належність до краю.
| Округ                | Населення | Площа км² | Край               |
| -------------------- | --------- | --------- | ------------------ |
| Банська Бистриця     | 111,946   | 809       | Банськобистрицький |
| Банська Штявниця     | 16,638    | 292       | Банськобистрицький |
| Бардіїв              | 75,793    | 937       | Пряшівський        |
| Бановце-над-Бебравоу | 38,640    | 462       | Тренчинський       |
| Брезно               | 65,785    | 1,265     | Банськобистрицький |
| Братислава I         | 42,858    | 10        | Братиславський     |
| Братислава II        | 108,316   | 92        | Братиславський     |
| Братислава III       | 61,418    | 75        | Братиславський     |
| Братислава IV        | 92,926    | 92        | Братиславський     |
| Братислава V         | 119,441   | 94        | Братиславський     |
| Битча                | 30,879    | 282       | Жилінський         |
| Чадця                | 92,843    | 761       | Жилінський         |
| Детва                | 33,426    | 475       | Банськобистрицький |
| Дольни Кубін         | 39,364    | 490       | Жилінський         |
| Дунайська Стреда     | 114,217   | 1,075     | Трнавський         |
| Ґаланта              | 94,533    | 641       | Трнавський         |
| Ґелніца              | 31,365    | 584       | Кошицький          |
| Глоговец             | 45,247    | 267       | Трнавський         |
| Гуменне              | 64,845    | 754       | Пряшівський        |
| Ілава                | 62,042    | 359       | Тренчинський       |
| Кежмарок             | 63,231    | 840       | Пряшівський        |
| Комарно              | 108,556   | 1,100     | Нітранський        |
| Кошице I             | 68,089    | 87        | Кошицький          |
| Кошице II            | 79,934    | 81        | Кошицький          |
| Кошице III           | 30,349    | 18        | Кошицький          |
| Кошице IV            | 56,634    | 59        | Кошицький          |
| Кошиці-околиця       | 106,999   | 1,533     | Кошицький          |
| Крупіна              | 22,841    | 585       | Банськобистрицький |
| Кисуцьке Нове Место  | 33,778    | 190       | Жилінський         |
| Левіце               | 120,021   | 1,551     | Нітранський        |
| Левоча               | 31,880    | 357       | Пряшівський        |
| Ліптовский Мікулаш   | 73,984    | 1,341     | Жилінський         |
| Лученець             | 72,837    | 797       | Банськобистрицький |
| Малацки              | 64,354    | 950       | Братиславський     |
| Мартін               | 97,813    | 736       | Жилінський         |
| Меджилабірці         | 12,668    | 427       | Пряшівський        |
| Михайлівці           | 109,121   | 1,019     | Кошицький          |
| Миява                | 29,243    | 326       | Тренчинський       |
| Наместово            | 56,043    | 691       | Жилінський         |
| Нітра                | 163,540   | 871       | Нітранський        |
| Нове Место-над-Вагом | 62,708    | 580       | Тренчинський       |
| Нове Замки           | 149,594   | 1,347     | Нітранський        |
| Партизанське         | 48,005    | 301       | Тренчинський       |
| Пезінок              | 54,164    | 376       | Братиславський     |
| П'єштяни             | 64,019    | 381       | Трнавський         |
| Полтар               | 23,594    | 505       | Банськобистрицький |
| Попрад               | 104,348   | 1,123     | Пряшівський        |
| Поважська Бистриця   | 65,150    | 463       | Тренчинський       |
| Пряшів               | 161,782   | 934       | Пряшівський        |
| Пр'євідза            | 140,444   | 960       | Тренчинський       |
| Пухов                | 45,761    | 375       | Тренчинський       |
| Ревуца               | 40,879    | 730       | Банськобистрицький |
| Рімавска Собота      | 82,970    | 1,471     | Банськобистрицький |
| Рожнява              | 61,887    | 1,173     | Кошицький          |
| Ружомберок           | 59,420    | 647       | Жилінський         |
| Сабінов              | 54,067    | 484       | Пряшівський        |
| Сенець               | 51,825    | 361       | Братиславський     |
| Сениця               | 60,891    | 684       | Трнавський         |
| Скаліца              | 46,757    | 359       | Трнавський         |
| Снина                | 39,633    | 805       | Пряшівський        |
| Собранці             | 23,776    | 538       | Кошицький          |
| Спішска Нова Вес     | 93,516    | 587       | Кошицький          |
| Стара Любовня        | 50,684    | 624       | Пряшівський        |
| Стропков             | 21,027    | 389       | Пряшівський        |
| Свидник              | 33,506    | 550       | Пряшівський        |
| Шаля                 | 54,000    | 356       | Нітранський        |
| Топольчани           | 74,089    | 597       | Нітранський        |
| Требішов             | 103,779   | 1,074     | Кошицький          |
| Тренчин              | 112,767   | 672       | Тренчинський       |
| Трнава               | 126,864   | 741       | Трнавський         |
| Турчянське Тепліце   | 16,720    | 393       | Жилінський         |
| Тврдошін             | 35,062    | 479       | Жилінський         |
| Вельки Кртіш         | 46,597    | 849       | Банськобистрицький |
| Вранов-над-Топльоу   | 76,504    | 769       | Пряшівський        |
| Злате Моравце        | 43,622    | 521       | Нітранський        |
| Зволен               | 67,650    | 759       | Банськобистрицький |
| Жарновиця            | 27,634    | 426       | Банськобистрицький |
| Ж'яр-над-Гроном      | 48,053    | 518       | Банськобистрицький |
| Жиліна               | 156,361   | 815       | Жилінський         |

## За краєм

### Банськобистрицький край
- Банська Бистриця
- Банська Штьявниця
- Брезно
- Детва
- Крупіна
- Лученец
- Полтар
- Ревуца
- Рімавска Собота
- Вельки Кртіш
- Зволен (округ)
- Жарновіца
- Жьяр-над-Гроном

### Братиславський край
- Братислава I
- Братислава II
- Братислава III
- Братислава IV
- Братислава V
- Малацки
- Пезінок
- Сенець

### Жилінський край
- Битча
- Чадця
- Долни Кубін
- Кисуцьке Нове Место
- Липтовськи Мікулаш
- Мартін (округа)
- Наместово (округа)
- Ружомберок (округа)
- Турчянське Тепліце (округа)
- Тврдошін (округа)
- Жиліна (округа)

### Кошицький край
- Ґелніца (округ)
- Кошице I (округ)
- Кошице II (округ)
- Кошице III (округ)
- Кошице IV (округ)
- Округ Кошиці-околиця
- Округ Михайлівці
- Рожнява (округ)
- Собранці (округ)
- Списька Нова Весь (округ)
- Требішов (округ)

### Нітранський край
- Комарно (округ)
- Левіце (округ)
- Нітра (округ)
- Нові Замки (округ)
- Шаля (округ)
- Топольчани (округ)
- Златі Моравці (округ)

### Пряшівський край
- Пряшів (округ)
- Сабінов (округ)
- Бардіїв (округ)
- Свидник (округ)
- Вранов-над-Топльоу
- Левоча (округ)
- Кежмарок (округ)
- Стара Любовня (округ)
- Попрад (округ)
- Меджилабірці (округ)
- Гуменне (округ)
- Снина (округ)
- Стропков (округ)

### Тренчинський край
- Бановце-над-Бебравоу (округ)
- Ілава (округ)
- Миява (округ)
- Нове Место-над-Вагом (округ)
- Партизанське (округ)
- Поважська Бистриця (округ)
- Прєвідза (округ)
- Пухов (округ)
- Тренчин (округ)

### Трнавський край
- Дунайська Стреда (округ)
- Ґаланта (округ)
- Глоговец (округ)
- П'єштяни (округ)
- Сениця (округ)
- Скаліца (округ)
- Трнава (округ)